# Nationale Straßen-Radsportmeister 2007
| Nation                       | Straßenrennen – Männer         | Einzelzeitfahren – Männer     | Straßenrennen – Frauen         | Einzelzeitfahren – Frauen      |
| ---------------------------- | ------------------------------ | ----------------------------- | ------------------------------ | ------------------------------ |
| Ägypten                      | Ahmed Rashad                   | Ahmed Rashad                  | nicht ausgetragen              | nicht ausgetragen              |
| Albanien                     | Palion Zarka                   | Palion Zarka                  | nicht ausgetragen              | nicht ausgetragen              |
| Algerien                     | Cherif Merabet                 | Redouane Chabaane             | nicht ausgetragen              | nicht ausgetragen              |
| Amerikanische Jungferninseln | Robert Bumann                  | nicht ausgetragen             | nicht ausgetragen              | nicht ausgetragen              |
| Argentinien                  | Raúl Turano                    | Guillermo Brunetta            | Jésica Compiano                | Jésica Compiano                |
| Australien                   | Darren Lapthorne               | Nathan O’Neill                | Katie Mactier                  | Carla Ryan                     |
| Bahamas                      | Jonathan Massie                | nicht ausgetragen             | nicht ausgetragen              | nicht ausgetragen              |
| Bahrain                      | Mohammed Husain                | nicht ausgetragen             | nicht ausgetragen              | nicht ausgetragen              |
| Belgien                      | Stijn Devolder                 | Leif Hoste                    | Ludivine Henrion               | An van Rie                     |
| Belize                       | Michael Lewis                  | nicht ausgetragen             | Marinette Flowers              | nicht ausgetragen              |
| Bermuda                      | Tyler Butterfield              | Wayne Scott                   | Deana McMullen                 | Ashley Robinson                |
| Bolivien                     | Horacio Gallardo               | Alberto Maizares              | nicht ausgetragen              | nicht ausgetragen              |
| Bosnien und Herzegowina      | Albedin Žigić                  | nicht ausgetragen             | nicht ausgetragen              | nicht ausgetragen              |
| Brasilien                    | Nilceu dos Santos              | Pedro Nicácio                 | Valquíria Bento Pardial        | Janildes Fernandes Silva       |
| Britische Jungferninseln     | Chris Ghiorse                  | Chris Ghiorse                 | nicht ausgetragen              | nicht ausgetragen              |
| Bulgarien                    | Iwajlo Gabrowski               | Iwajlo Gabrowski              | nicht ausgetragen              | nicht ausgetragen              |
| Burkina Faso                 | Saïdou Sanfo                   | nicht ausgetragen             | nicht ausgetragen              | nicht ausgetragen              |
| Chile                        | Gonzalo Garrido                | José Medina                   | Paola Muñoz                    | Barbara Arancibia              |
| Volksrepublik China          | Xu Gang                        | Song Baoqing                  | Zhao Na                        | Li Mei Fang                    |
| Costa Rica                   | Juan Carlos Rojas              | Nieves Carrasco               | Marcela Rubiano                | Alia Cardinale                 |
| Dänemark                     | Alex Rasmussen                 | Lars Bak                      | Karina Hegelund                | Trine Schmidt                  |
| Deutschland                  | Fabian Wegmann                 | Bert Grabsch                  | Luise Keller                   | Hanka Kupfernagel              |
| Dominikanische Republik      | Ismael Sánchez                 | Augusto Sánchez               | nicht ausgetragen              | nicht ausgetragen              |
| Ecuador                      | Byron Guamá                    | Juan Carlos Montenegro        | nicht ausgetragen              | nicht ausgetragen              |
| El Salvador                  | nicht ausgetragen              | nicht ausgetragen             | Evelyn García                  | Evelyn García                  |
| Elfenbeinküste               | Eugène Kouamé Lokossoué        | Bolodigui Ouattara            | nicht ausgetragen              | nicht ausgetragen              |
| Estland                      | Erki Pütsep                    | Jaan Kirsipuu                 | Grete Treier                   | Grete Treier                   |
| Finnland                     | Matti Pajari                   | Matti Helminen                | Tiina Nieminen                 | Tiina Nieminen                 |
| Frankreich                   | Christophe Moreau              | Benoît Vaugrenard             | Edwige Pitel                   | Maryline Salvetat              |
| Griechenland                 | Periklis Ilias                 | Georgios Tentsos              | Anastasia Pastourmatzi         | Elissavet Chantzi              |
| Großbritannien               | David Millar                   | David Millar                  | Nicole Cooke                   | Wendy Houvenaghel              |
| Guatemala                    | Nery Velásquez                 | nicht ausgetragen             | nicht ausgetragen              | nicht ausgetragen              |
| Honduras                     | Román Canales                  | Armando Orellana              | nicht ausgetragen              | nicht ausgetragen              |
| Hongkong                     | Kai Tsun Lam                   | Wang Yip Tang                 | nicht ausgetragen              | Wong Wan Yiu                   |
| Iran                         | Ghader Mizbani                 | Hossein Askari                | nicht ausgetragen              | nicht ausgetragen              |
| Irland                       | David O’Loughlin               | Nicolas Roche                 | Siobhán Dervan                 | Louise Moriarty                |
| Island                       | nicht ausgetragen              | Haukur Jónsson                | nicht ausgetragen              | nicht ausgetragen              |
| Israel                       | Gal Tsachor                    | Gali Ronen                    | Leah Goldstein                 | Leah Goldstein                 |
| Italien                      | Giovanni Visconti              | Marco Pinotti                 | Eva Lechner                    | Vera Carrara                   |
| Jamaika                      | Linford Blackwood              | Alden Clunis                  | nicht ausgetragen              | nicht ausgetragen              |
| Japan                        | Yukiya Arashiro                | Kazuya Okazaki                | Miho Oki                       | Miho Oki                       |
| Kanada                       | Cameron Evans                  | Ryder Hesjedal                | Gina Grain                     | Anne Samplonius                |
| Kasachstan                   | Maxim Iglinski                 | Alexander Djatschenko         | Sulfija Sabirowa               | Sulfija Sabirowa               |
| Kirgisistan                  | Eugen Wacker                   | Eugen Wacker                  | nicht ausgetragen              | nicht ausgetragen              |
| Kolumbien                    | Giovanni Chacòn                | Santiago Botero               | Sandra Gómez                   | María Luisa Calle              |
| Kroatien                     | Tomislav Dančulović            | Matija Kvasina                | Viena Balen                    | Ivana Ruszkowski               |
| Lettland                     | Aleksejs Saramotins            | Raivis Belohvoščiks           | nicht ausgetragen              | nicht ausgetragen              |
| Libanon                      | Salah Ribah                    | Kevork Altounian              | nicht ausgetragen              | nicht ausgetragen              |
| Libyen                       | Fethi Ahmed Atunsi             | Fethi Ahmed Atunsi            | nicht ausgetragen              | nicht ausgetragen              |
| Liechtenstein                | Dimitri Jiriakov               | Dimitri Jiriakov              | Alexandra Hasler               | nicht ausgetragen              |
| Litauen                      | Ramūnas Navardauskas           | Gediminas Bagdonas            | Rasa Leleivytė                 | Edita Pučinskaitė              |
| Luxemburg                    | Benoît Joachim                 | Christian Poos                | Suzie Godart                   | Christine Majerus              |
| Malta                        | Etienne Bonello                | Etienne Bonello               | nicht ausgetragen              | nicht ausgetragen              |
| Marokko                      | Adil Jelloul                   | nicht ausgetragen             | nicht ausgetragen              | nicht ausgetragen              |
| Mauritius                    | Thomas Desvaux                 | Yannick Lincoln               | nicht ausgetragen              | nicht ausgetragen              |
| Mexiko                       | Juan Pablo Magallanes          | Juan Pablo Magallanes         | Maribel Díaz                   | Giuseppina Grassi              |
| Moldau                       | Oleg Berdos                    | Serghei Țvetkov               | nicht ausgetragen              | nicht ausgetragen              |
| Mongolei                     | Dschamsrangiin Öldsii-Orschich | Chajanchjarwaagiin Uuganbajar | Dschamsrangiin Öldsii-Solongo  | Dschamsrangiin Öldsii-Solongo  |
| Namibia                      | Erik Hoffmann                  | Jacques Celliers              | Charmaine Shannon              | Cordula Moller                 |
| Neuseeland                   | Julian Dean                    | Glen Chadwick                 | Alison Shanks                  | Alison Shanks                  |
| Niederlande                  | Koos Moerenhout                | Stef Clement                  | Marlijn Binnendijk             | Ellen van Dijk                 |
| Niederländische Antillen     | Jerry Otten                    | Jerry Otten                   | Gerda Fokker                   | Gerda Fokker                   |
| Nordkorea                    | Ri Ho-nam                      | Kim Chol-ryong                | Pak Pong-sim                   | Kim Yong-ae                    |
| Norwegen                     | Alexander Kristoff             | Edvald Boasson Hagen          | Kristine Saastad               | Anita Valen de Vries           |
| Österreich                   | Christian Pfannberger          | Rupert Probst                 | Daniela Pintarelli             | Christiane Soeder              |
| Paraguay                     | Fernando Rolón                 | Gustavo Carlson               | Karen Alice Doljak Hentscholek | Karen Alice Doljak Hentscholek |
| Peru                         | Ali Cohaila                    | Ever Galindo                  | nicht ausgetragen              | nicht ausgetragen              |
| Polen                        | Tomasz Marczyński              | Łukasz Bodnar                 | Maja Włoszczowska              | Joanna Ignasiak                |
| Portugal                     | Cândido Barbosa                | Ricardo Martins               | Irina Coelho                   | Isabel Caetano                 |
| Puerto Rico                  | Edgardo Richiez                | nicht ausgetragen             | Aida Jiménez                   | nicht ausgetragen              |
| Rumänien                     | Tamaș Csicsaky                 | nicht ausgetragen             | nicht ausgetragen              | nicht ausgetragen              |
| Russland                     | Wladislaw Borissow             | Wladimir Gussew               | Natalja Bojarskaja             | Tatjana Antoschina             |
| Schweden                     | Magnus Bäckstedt               | Gustav Larsson                | Angelica Agerteg               | Emma Johansson                 |
| Schweiz                      | Beat Zberg                     | Fabian Cancellara             | Sereina Trachsel               | Karin Thürig                   |
| Serbien                      | Žolt Der                       | Esad Hasanović                | Dragana Kovačević              | Jovana Krtinić                 |
| Simbabwe                     | Dave Martin                    | Dean Hayes                    | nicht ausgetragen              | nicht ausgetragen              |
| Slowakei                     | Martin Riška                   | abgesagt                      | nicht ausgetragen              | nicht ausgetragen              |
| Slowenien                    | Tadej Valjavec                 | Kristijan Koren               | nicht ausgetragen              | Jelka Rakuš                    |
| Spanien                      | Joaquim Rodríguez              | José Iván Gutiérrez           | Maribel Moreno                 | Maribel Moreno                 |
| Saudi-Arabien                | Reggie Douglas                 | James Weekes                  | Kristina Stoney                | Kristina Stoney                |
| Südafrika                    | Malcolm Lange                  | David George                  | Ronel van Wyk                  | Ronel van Wyk                  |
| Südkorea                     | Park Sung-baek                 | Youm Jung-hwan                | Chun Young-kyung               | Lee Min-hye                    |
| Trinidad und Tobago          | Colin Wilson                   | nicht ausgetragen             | nicht ausgetragen              | nicht ausgetragen              |
| Tschechien                   | Tomáš Bucháček                 | Stanislav Kozubek             | Martina Růžičková              | Tereza Huříková                |
| Tunesien                     | Ayman Ben Hassine              | Ayman Ben Hassine             | nicht ausgetragen              | nicht ausgetragen              |
| Türkei                       | Uğur Marmara                   | Eugen Walker                  | nicht ausgetragen              | nicht ausgetragen              |
| Ukraine                      | Wolodymyr Sahorodnij           | Wolodymyr Djudja              | Jelysaweta Botschkarjowa       | Lessja Kalytowska              |
| Ungarn                       | Bálint Szeghalmi               | László Bodrogi                | Mónika Király                  | Diana Pulsfort                 |
| Uruguay                      | Cristian Villanueva            | nicht ausgetragen             | nicht ausgetragen              | nicht ausgetragen              |
| Usbekistan                   | Ruslan Karimow                 | Wladimir Tuitschijew          | nicht ausgetragen              | nicht ausgetragen              |
| Venezuela                    | Tomás Gil                      | José Rujano                   | Danielys García                | Karelia Machado                |
| Vereinigte Arabische Emirate | Saeed Ahmed Ali                | Humaid Al Sabbagh             | nicht ausgetragen              | nicht ausgetragen              |
| Vereinigte Staaten           | Levi Leipheimer                | David Zabriskie               | Mara Abbott                    | Kristin Armstrong              |
| Vietnam                      | Mai Công Hiếu                  | Mai Công Hiếu                 |                                |                                |
| Belarus                      | Branislau Samojlau             | Andrej Kunizki                | Tatjana Scharakowa             | Tatjana Scharakowa             |
| Zypern                       | Christos Kythreotis            | Christos Kythreotis           | Demetra Antoniou               | Marina Theodorou               |